# Culots

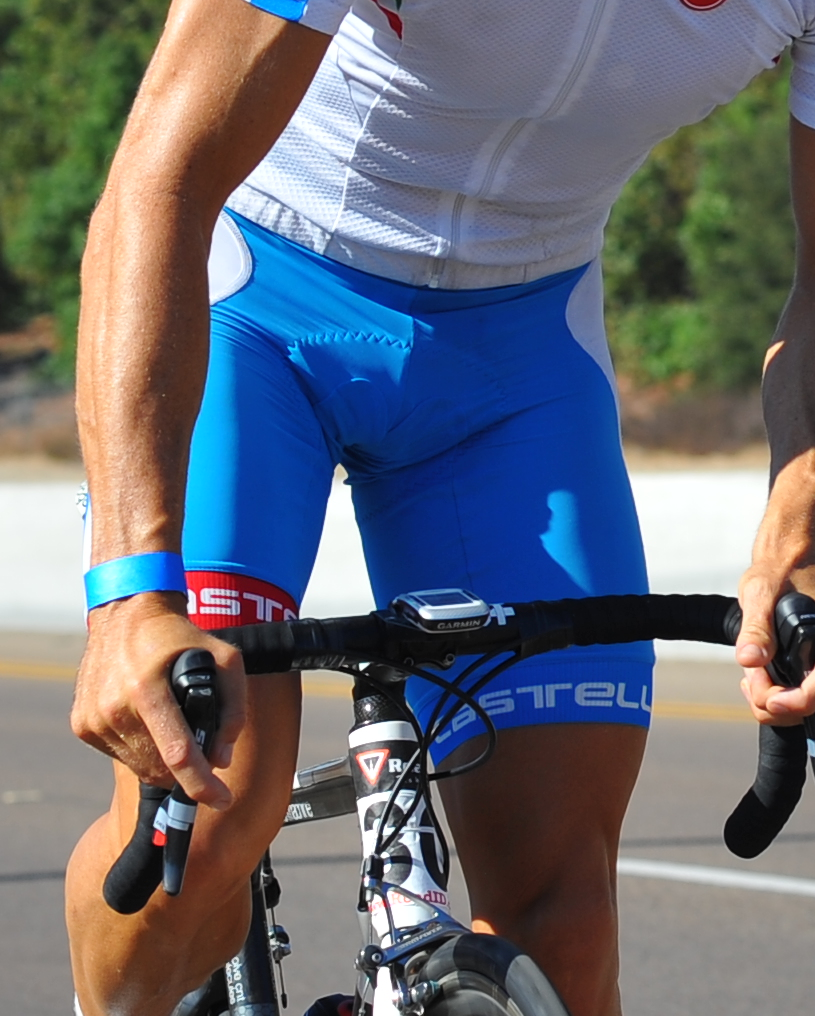

Els culots són uns pantalons curts cenyits que arriben per sobre del genoll, originalment destinats al ciclisme i dissenyats per millorar la comoditat i l'eficiència en aquest esport. També s'utilitza com a roba diària des dels anys vuitanta.
Els culots són pantalons curts llargs i ajustats especialment dissenyats per ser utilitzats pels ciclistes per reduir les irritacions. Estan dissenyats per adaptar-se a la postura d'un ciclista inclinat en una posició de carrera, tallat més a la part posterior que al davant, per garantir una cobertura completa. Des de la dècada de 1980, aquestes peces s'han adaptat cada cop més per tenir en compte la diferència entre el cos masculí i el femení, ja que els pantalons curts de les dones requereixen una mesura més llarga des de la cintura fins a l'entrecuix. La fabricació de culots ha evolucionat significativament cap a una tècnica cada cop més avançada gràcies a l'ús de nous materials tècnics.